# 黄崖站
黄崖站是位于甘肃省景泰县黄崖村的一个铁路车站，邮政编码730403。车站建于1958年，有包兰铁路经过该站，现仅办理货运，不办理客运业务，车站及其上下行区间均为电气化区段。车站距离包头站831公里，隶属兰州铁路局，是四等站。